# Offo
Offo (zm. między 1112 a 1126) – włoski duchowny, biskup Nepi prawdopodobnie od 1099 (lub 1098), zwolennik papieża Urbana II w jego sporze z antypapieżem Klemensem III. W źródłach pojawia się dwukrotnie: 14 sierpnia 1099 był jednym ze współkonsekratorów papieża Paschalisa II, a 11 maja 1112 podpisał wystawiony na Lateranie przywilej tego papieża dla klasztoru S. Agnese w Rzymie. Dokładna data jego śmierci jest niemożliwa do ustalenia, jego następca na stanowisku biskupa Nepi jest udokumentowany dopiero 21 lipca 1126.